# Floor (voornaam)
Floor is zowel een meisjesnaam als een jongensnaam.
De naam is een verkorting van Florenti(n)us, Flora of Florimundus. Florentius komt van het Latijnse florens of florere dat "bloeiend, bekoorlijk, in aanzien" betekent. Flora heeft dezelfde betekenis, Flora was de godin van de bloemen en de lente. Florimundus is de gelatiniseerde vorm waarvan soms aangenomen wordt dat deze een wijzigingsvorm zou zijn van de Germaanse voornaam Flobert, die "beroemd" en "stralend" betekent. Florimundus in het Latijn betekent "in aanzien in de wereld".
Varianten op de naam voor meisjes zijn onder andere: Floortje, Florina, Fleur, Flor (voornamelijk in Nederland), Flore, Florence, Florentine, Florianne. 
Varianten voor jongens zijn: Flor (voornamelijk in Vlaanderen en incidenteel in Nederland), Florian (voornamelijk in Vlaanderen en Duitsland, incidenteel in Nederland) en Floris. De laatste vorm kwam sinds de middeleeuwen in zwang in Vlaanderen en Nederland.
De naam Floor is ook een achternaam, een patroniem.

## Bekende naamdragers
Mannen met deze naam:
- Floris V van Holland, Hollandse graaf uit de 13e eeuw
- Floris Evers, Nederlands hockeyer
- Floris Jan Bovelander, een Nederlands hockeyer
- Floor de Goede, Nederlands striptekenaar
- Floor van Lamoen, Nederlands snelwandelaar
- Floris Schaap, Nederlands voetballer en voetbaltrainer
- Floor Wibaut, Nederlandse politicus (SDAP)
- Floor Wibaut jr., Nederlandse politicus en zoon (PvdA)
- Flor Koninckx, Belgische presentator en politicus
- Flor Decleir, Belgisch acteur
- Florian Wirtz, Duitse voetballer
- Florian Vermeersch, Belgisch wielrenner

Vrouwen met deze naam:
- Floortje bellefleur, het hoofdpersonage uit de gelijknamige boekenreeks.
- Floor Jansen, Nederlandse zangeres
- Floortje Dessing, Nederlandse presentatrice
- Floortje Smit, Nederlandse zangeres
- Fleur van Groningen, Vlaamse cartoonist, columnist en auteur